# La Ferrière (Zwitserland)
La Ferrière is een gemeente en plaats in het Zwitserse kanton Bern, en maakt deel uit van het district Jura bernois.
La Ferrière telt 553 inwoners.

## Geboren
- Charles-Émile Tissot (1830-1910), Zwitsers horlogemaker en politicus.